# Supermercado Verdemar

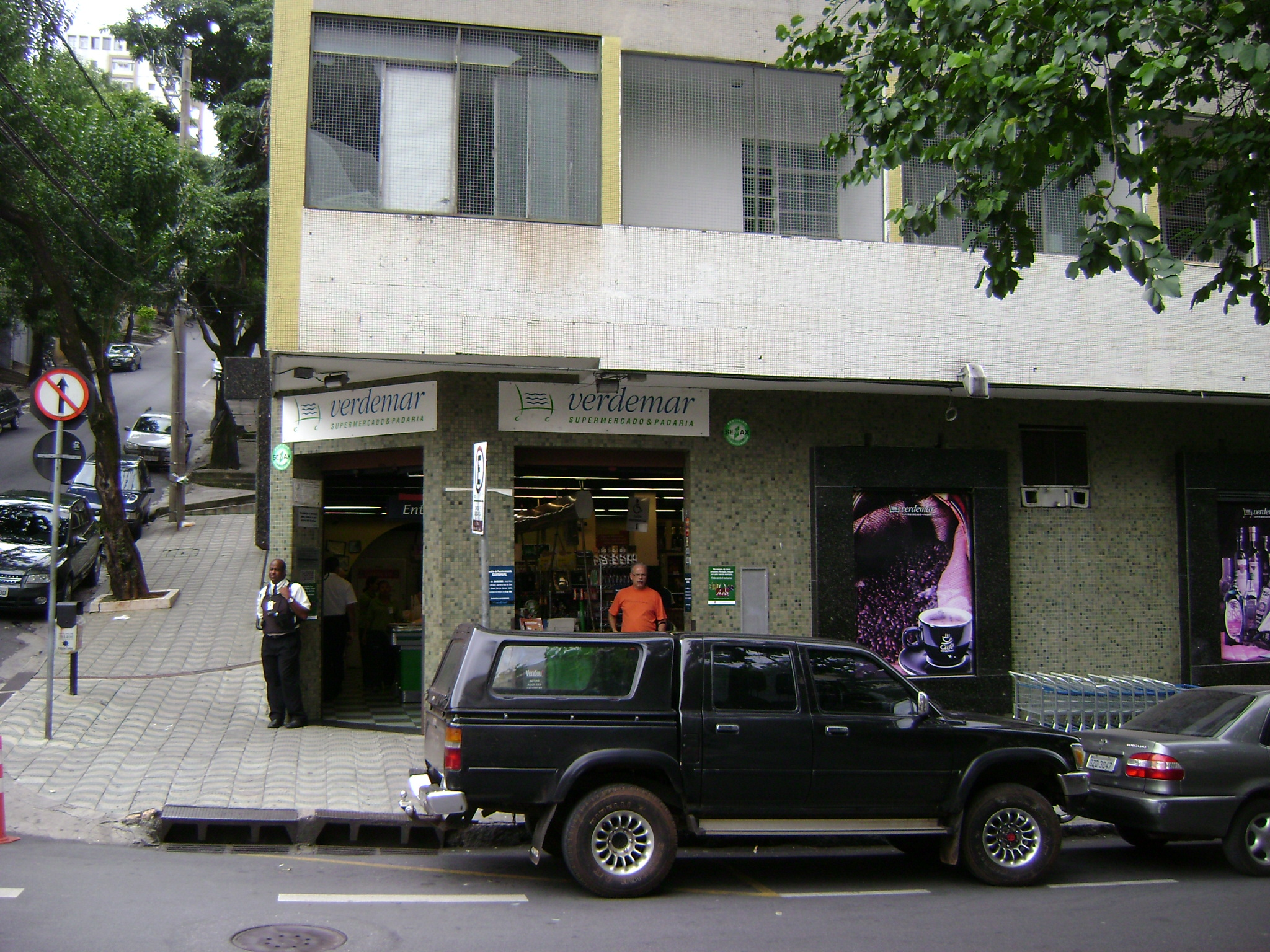
Unidade do Verdemar no bairro São Pedro.

O Supermercado Verdemar, ou simplesmente Verdemar, é uma rede de supermercados da cidade de Belo Horizonte. Tudo começou com a venda de queijos de sua vó dona Didi, de porta em porta foram ganhando a freguesia por seus irmãos sócios fundadores Alison e Alexandre, certo dia Alison viu uma boa oportunidade de negócio, resolveu comprar uma mercearia no bairro São Pedro com o dinheiro ganho das vendas de queijos, tudo era bem rústico, aos poucos foram expandindo o negócio e comprando casas vizinhas para construção de depósitos e setores de compras, seus antigos contadores já não davam conta do recado com a enorme folha de funcionários. Seu público principal é das classes A e B, interessados na grande variedade de produtos gourmet, como frutos do mar, carnes nobres, bebidas e outros produtos importados.
As unidades dos bairros Sion e Buritis são as maiores, contando com adega, hortifrutigranjeiros, balcão de sushis, pizzaria e cafeteria. A unidade do bairro São Pedro, a mais antiga da organização, tem proporções e variedade de produtos bem menores.
Recentemente foi inaugurada a Unidade de Nova Lima, considerada a loja mais sustentável da América Latina, onde ate mesmo a água utilizada na refrigeração da loja é reutilizada. Uma curiosidade dessa unidade também é o aquecimento contido no piso, por estar em uma região de clima muito frio quase o ano todo.

## Endereço das Unidades
| Unidade Sion          | Avenida Nossa Senhora do Carmo, 1900                                            |
| Unidade Buritis       | Avenida Professor Mário Werneck, 1500                                           |
| Unidade São Pedro     | Rua Viçosa, 572 Rua Cristina, xx -- Hortifruti                                  |
| Unidade Lourdes       | Diamond Mall                                                                    |
| Unidade Nova Lima     | Rua Vancouver                                                                   |
| Unidade Pampulha      | Av. Santa Rosa, 846 - São Luiz                                                  |
| Unidade Raja Gabáglia | Avenida Raja Gabaglia, 3600                                                     |
| Unidade Savassi       | Rua Fernandes Tourinho, 471 Pátio Savassi                                       |
| Unidade Paquetá       | Avenida Pres.Tancredo Neves, 2700                                               |
| Unidade Cidade Nova   | Avenida Cristiano Machado,2.130, Acesso também Rua Júlio Pereira da Silva, 115. |

## Revista
Um dos destaques do supermercado é a publicação Verdemar em revista, especializada em enogastronomia e qualidade de vida, com amplo conteúdo de informações sobre o universo da boa mesa. A revista traz ainda dezenas de receitas elaboradas pelos principais chefs do país.
O blog da revista reproduz algumas das matérias publicadas na revista impressa e tem área de contato com a editora.

## Premiações
O Verdemar ganhou 10 prêmios consecutivos da Revista Veja no concurso Veja Belo Horizonte - O Melhor da Cidade na categoria O Melhor Pão de Queijo.